# Premi Visual Effects Society 2004
La terza edizione dei premi Visual Effects Society si è tenuta il 16 febbraio 2005.

## Vincitori e candidati
Vengono di seguito indicati in grassetto i vincitori.

Ove ricorrente e disponibile, viene indicato il titolo in lingua italiana e quello in lingua originale tra parentesi. 

### Outstanding Visual Effects in an Effects Driven Motion Picture
- Roger Guyett, Tim Burke, Theresa Corrao e Emma Norton - Harry Potter e il prigioniero di Azkaban (Harry Potter and the Prisoner of Azkaban)
- Karen Goulekas, Mike Chambers, Greg Strause e Remo Balcells - The Day After Tomorrow - L'alba del giorno dopo (The Day After Tomorrow)
- John Dykstra, Lydia Bottegoni, Anthony LaMolinara e Scott Stokdyk - Spider-Man 2

### Outstanding Supporting Visual Effects in a Motion Picture
- Robert Legato, Ron Ames Matthew Gratzner e Pete Travers - The Aviator
- Louis Morin e Mark Dornfeld - Se mi lasci ti cancello (Eternal Sunshine of the Spotless)
- Nick Davis, Chas Jarrett, Jon Thum e Gary Brozenich - Troy

### Outstanding Visual Effects in a Broadcast Miniseries, Movie, or Special
- Jim Radford, Tom Phillips, Simon Thomas e Loraine Cooper - Virtual History: The Secret Plot to Kill Hitler
- Sirio Quintavalle, Jo Nodwell, Alec Knox e Neil Glaseby - The Last Dragon
- Peter Ware, Eric Grenaudier, Jared Jones e Earl Paraszcynec - La leggenda di Earthsea

### Outstanding Visual Effects in a Broadcast Series
- Ronald D. Moore, Daniel Curry, David Takemura e Fred Pienkos - Star Trek: Enterprise episodio Nuovo fronte temporale - Seconda parte ('Storm Front - Part II')
- John Gajdecki, Bruce Woloshyn, Jinnie Pak e Tara Conley - Stargate Atlantis episodio Nascita ('Rising')
- James Tichenor, Shannon Gurney, Craig Van Den Biggelaar e Bruce Woloshyn - Stargate SG-1 episodio Città perduta (Parte 2) ('Lost City (Part 2)')

### Outstanding Visual Effects in a Commercial
- Trevor Cawood, Neill Blomkamp, Simon Van de Lagemaat e Winston Helgason - Citroën 'Alive With Technology'
- David Lombardi, Richard Mann, Eric Durst e Kevin Prendiville - British Telecom 'Network'
- William Bartlett, Murray Butler, Jake Mengers e Andy Boyd - Johnnie Walker 'Tree'

### Outstanding Visual Effects in a Music Video
- Bert Yukich e Chris Watts - Toxic Britney Spears
- Jerry Steele (artista effetti speciali), Jo Steele, Brian Adler e Monique Eissing - What Happens Tomorrow Duran Duran
- Trevor Cawood, Simon Van de Lagemaat, Stephen Pepper e Jon Anastasiades - The Dream Never

### Outstanding Supporting Visual Effects in a Broadcast Program
- Kevin Blank, Mitch Suskin, Benoit Girard e Jerome Morin - Lost episodio Pilota, prima parte ('Pilot: Part 1')
- Curt Miller, Jason Spratt, Doug Witsken e Michael Tonder - Clubhouse episodio Spectator Interference
- Sam Nicholson, Eric Grenaudier, Anthony Ocampo e Tim Donahue - Spartaco - Il gladiatore (Spartacus)

### Best Single Visual Effect of The Year
- Karen Goulekas, Mike Chambers, Chris Horvath e Matthew Butler - The Day After Tomorrow - L'alba del giorno dopo (The Day After Tomorrow) 'ondata del maremoto'
- Robert Legato, Ron Ames, David Seager e Peter Travers - The Aviator Gli angeli dell'inferno
- Bill George, David Andrews, Sandra Scott e Dorne Huebler - Harry Potter e il prigioniero di Azkaban (Harry Potter and the Prisoner of Azkaban) 'Dissennatore sul treno'
- John Dykstra, Lydia Bottegoni, Dan Abrams e John Monos - Spider-Man 2 'torre dell'orologio'

### Outstanding Visuals in a Video Game
- Viktor Antonov, Randy Lundeen, Gary McTaggart e Dhabih Eng - Half-Life 2
- David Carson, Jay Riddle e Habib Zargarpour - James Bond 007: Everything or Nothing
- Mark Skaggs, Richard Taylor II, Matt Britton e Nate Hubbard - Il Signore degli Anelli: La battaglia per la Terra di Mezzo (The Lord of the Rings: The Battle for Middle-earth)
- Stephen Gray (videogiochi) e Margaret Foley-Mauvais - Il Signore degli Anelli: La Terza Era (The Lord of the Rings: The Third Age)

### Outstanding Performance by an Animated Character in a Live Action Motion Picture
- Michael Eames, David Lomax, Felix Balbas e Pablo Grillo - Harry Potter e il prigioniero di Azkaban (Harry Potter and the Prisoner of Azkaban) 'Ippogrifo'
- Dovi Anderson, Todd Labonte, Sven Jensen e Paul Thuriot - Hellboy 'Sammael'
- Rick O'Connor, Martin Murphy, Indira Guerrieri e Sam Breach - Lemony Snicket - Una serie di sfortunati eventi (Lemony Snicket's A Series of Unfortunate Events) 'Sunny'

### Outstanding Performance by an Animated Character in an Animated Motion Picture
- Craig T. Nelson, Bill Wise, Bill Sheffler e Bolhem Bouchiba - Gli Incredibili - Una "normale" famiglia di supereroi (The Incredibles) 'Robert "Bob" Parr alias Mr.Incredibile'
- Michael Jeter, David Schaub, Renato Dos Anjos e Roger Vizard - Polar Express 'Sbuffino'
- Renée Zellweger e Ken Duncan - Shark Tale 'Angie'
- Antonio Banderas e Raman Hui - Shrek 2 'Gatto con gli stivali'

### Outstanding Performance by an Animated Character in a Live Action Broadcast Program
- William de Bosch Kemper, Brian Harder, Patrick Kalyn e Scott Paquin - Kingdom Hospital 'Antubis'
- Dustin Adiar, Mark Shimer, Jesse Toves e Sean Jackson - Battlestar Galactica episodio 33 minuti 'Cyclone'

### Outstanding Special Effects in Service to Visual Effects in a Motion Picture
- Robert Spurlock, Richard Stutsman, Matthew Gratzner e R. Bruce Steinheimer - The Aviator
- John Frazier, Jim Schwalm, Jim Nagle e Dave Amborn - Spider-Man 2
- Georff Heron e Chad Taylor - Van Helsing

### Outstanding Created Environment in a Live Action Motion Picture
- Dan Abrams, David Emery, Andrew Nawrot e John Hart - Spider-Man 2 'Strada di New York - Notte'
- Rick Leary, Jody Johnson e Pieter Warmington - Che pasticcio, Bridget Jones! (Bridget Jones: The Edge of Reason)
- Rachael Haupt, Mark Tait Lewis, Nick McKenzie e Geoff Tobin - Io, Robot (I, Robot)
- Claas Henke, Laurent Ben-Mimoun e Anupam Das - Il fantasma dell'Opera (The Phantom of the Opera) 'Scena di apertura'

### Outstanding Created Environment in a Live Action Broadcast Program
- Eric Grenaudier, Anthony Ocampo, Cedric Tomacruz e Michael Cook - Spartaco - Il gladiatore 'Apertura'
- John Han, Brian Harding, Terry Shigemitsu e Noriaki Matsumoto - Smallville episodio Il simbolo della crociata ('Crusade') 'È un uccello? È un aeroplano?'
- Pierre Drolet, Fred Pienkos, Eddie Robison e Sean Scott - Star Trek: Enterprise episodio Nuovo fronte temporale - Seconda parte ('Storm Front - Part II') 'Combattimento sopra New York City'

### Outstanding Models and Miniatures in a Motion Picture
- Matthew Gratzner Scott Schneider, Adam Gelbart e Leigh-Alexandra Jacob - The Aviator 'Incidente del XF11'
- Jose Granell e Nigel Stone - Harry Potter e il prigioniero di Azkaban (Harry Potter and the Prisoner of Azkaban)
- Matthew Gratzner, Forest Fischer, Scott Beverly e Leigh-Alexandra Jacob - Il mistero dei Templari (National Treasure) 'Stanza del tesoro'

### Outstanding Compositing in a Motion Picture
- Colin Drobnis, Greg Derochie, Blaine Kennison e Kenny Lam - Spider-Man 2 'Sequenza del treno'
- Dorne Huebler, Jay Cooper, Patrick Brennan e Anthony Shafer - Harry Potter e il prigioniero di Azkaban (Harry Potter and the Prisoner of Azkaban) 'Attacco delle guardie di Azkaban'
- Claas Henke, Laurent Ben-Mimoun e Anupam Das - Il fantasma dell'Opera (The Phantom of the Opera) 'Scena d'apertura'

### Outstanding Compositing in a Broadcast Program
- George Roper, Christian Manz, Sirio Quintavalle e Pedro Sabrosa - Space Odyssey
- Greg Groenekamp, Joel Merritt e Mamie McCall - The Librarian - Alla ricerca della lancia perduta (The Librarian: Quest for the Spear) 'Sequenza del Passo dell'Himalaya'
- John Han, Eli Jarra, Noriaki Matsumoto e Terry Shigemitsu - Smallville episodio La crisi 'Clark Kent ferma una raffica di proiettili'

### Oustanding Performance by an Actor or Actress in a Visual Effects Film
- Alfred Molina - Spider-Man 2
- Leonardo DiCaprio - The Aviator
- Jude Law - Sky Captain and the World of Tomorrow